# 拉韦尔努瓦
拉韦尔努瓦（法語：Lavernoy，法語發音：[lavɛʁnwa]）是法国上马恩省的一个市镇，属于朗格勒区。

## 地理
拉韦尔努瓦（47°55'9"N, 5°34'0"E）面积4.5 平方千米，位于法国大東部大區上马恩省，该省份为法国东北部内陆省份，北起马恩省和默兹省，西接奥布省，西南接科多尔省，东南接上索恩省，东临孚日省。
与拉韦尔努瓦接壤的市镇（或旧市镇、城区）包括：巴西尼地区塞勒、朗索尼耶尔、阿芒斯河畔瓦雷讷、维克。

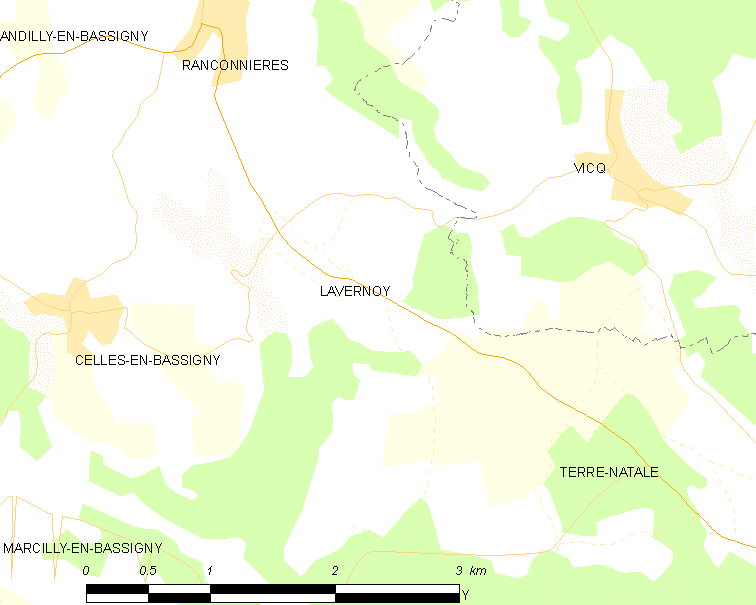
拉韦尔努瓦的OSM定位图

拉韦尔努瓦的时区为UTC+01:00、UTC+02:00（夏令时）。

## 行政
拉韦尔努瓦的邮政编码为52140，INSEE市镇编码为52275。

## 政治
拉韦尔努瓦所属的省级选区为波旁莱班县。

## 人口

1962-2008年间拉韦尔努瓦人口变化图示

拉韦尔努瓦于2022年1月1日时的人口数量为75人。